# Samuele Cottafava
Samuele Cottafava, född 1 november 1998 i Modena i Italien, är en beachvolleyspelare. 
Cottafava nådde sextondelsfinal vid U20-EM 2017 tillsammans med Marco Maletti. Under 2019 började han spela med Jakob Windisch både på FIVB Beach Volleyball World Tour 2019 (där de vann en ett-stjärneturnering) och vid U22-EM 2019 (där de gick till semifinal). Även under FIVB Beach Volleyball World Tour 2020 och FIVB Beach Volleyball World Tour 2021 vann de en ett-stjärneturnering (tävlingskategorin med lägst status). De vann även italienska mästerskapet 2021.
Sedan 2022 spelar Cottafava med Paolo Nicolai. De vann första säsongen en Elite16-tävling (kategorin med högst status) på Volleyball World Beach Pro Tour 2022 (den tour som ersatte World Tour). Vid både VM och EM gick de till åttondelsfinal, medan de gick till semifinal i tourfinalen i slutet av säsongen. Säsongen 2023 var resultatmässigt mycket lik den 2022, med en seger i Volleyball World Beach Pro Tour 2023, åttondelsfinal i VM och semifinal i EM.